# Barați (okręg Bacău)
Barați – wieś w Rumunii, w okręgu Bacău, w gminie Mărgineni. W 2011 roku liczyła 1590 mieszkańców.